# Ghettotech
Ghettotech es una forma de música danza electrónica originaria de Detroit. Combina elementos del ghetto house de Chicago con hip hop, techno, electro y UK garage. Es por lo general más rápido que la mayor parte de otros géneros de música dance, y a menudo destaca las líricas pornográficas. 
La ortografía y el uso de las palabras del Ghettotech es discutible. Es conocido por varios nombres como Ghetto Tech, GetoTek, Ghettotec, Detroit Bass, Booty Bass, Booty Music, Tech, Ghetto, Ghetto Shit o Accelerated Funk. 
El Ghettotech fue creado por unos DJ's y productores que trabajaban en Detroit, con una fuerte influencia del Miami Bass y el ghetto house de Chicago. Lleva existiendo en Detroit desde 1994 aproximadamente.
Algunos artistas de este estilo son DJ Assault, DJ Godfather, DJ Bam Bam, Ignition Technician, Sole Tech, DJ Nasty, Erik Travis, Disco D, Mr. De', Starski & Clutch, 12 Tech Mob, 313 Bass Mechanics, DJ Omega, DJ Shortstop, The Detroit Grand Pubahs, DJ Funk, DJ Deeon, DJ Nehpets, DJ Slugo y Dump Emergency.